# Ryžovna
Ryžovna, früher Sejfy (deutsch Seifen) ist ein Ortsteil der Stadt Gottesgab (Boží Dar) in Tschechien.

## Geografie

### Lage

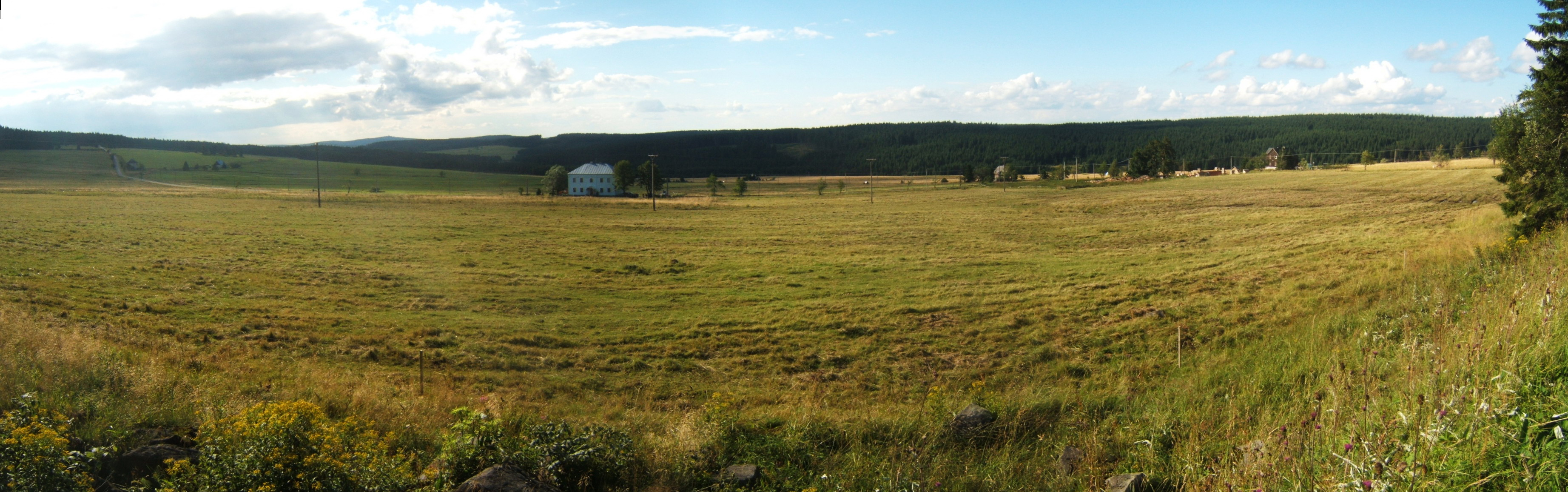
Blick auf die verbliebenen Häuser von Seifen

Seifen liegt in etwa 1.000 m Höhe und sechs Kilometer westlich von Gottesgab am Plattner Kunstgraben (Blatensky přikop) auf dem Kamm des Erzgebirges. Die Ortschaft zwischen dem Blatenský vrch (Plattenberg) und dem Božídarský Špičák (Gottesgaber Spitzberg) umfasst heute nur noch 18 Häuser, von denen einige nicht mehr bewohnt sind.
Im Ort kreuzen sich die Straßen Gottesgab – Platten (Horní Blatná) und Breitenbach (Potůčky)-Abertham (Abertamy). In Richtung Breitenbach verläuft die Straße durch das romantische Tal des Schwarzwassers (Černá).
Etwas südlich liegt das Naturschutzgebiet Ryžovna.

### Ortsgliederung
Zu Seifen gehören noch die Ortschaften Försterhäuser (Myslivny), Böhmische Mühle (Český Mlýn) mit einst fünf Häusern und 18 Häuser von Bludná (Irrgang); drei Häuser von Irrgang waren Teil der Gemeinde Bäringen (Pernink).
Die Ortslagen von Halbmeil (Rozhraní) und Steinhöhe (Kopeček) liegen heute wüst.

## Geschichte

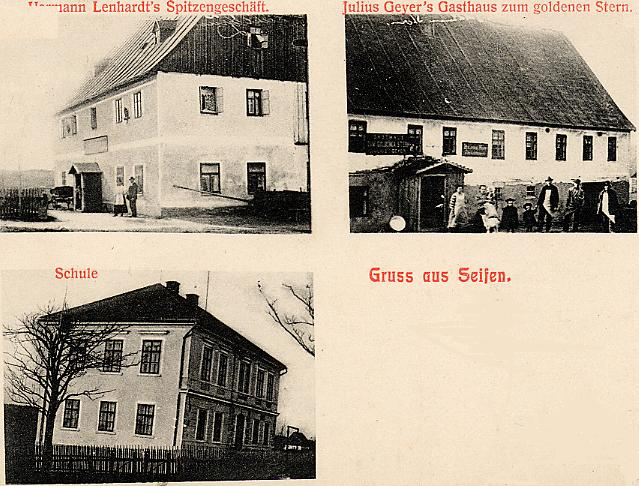
Seifen vor 1900

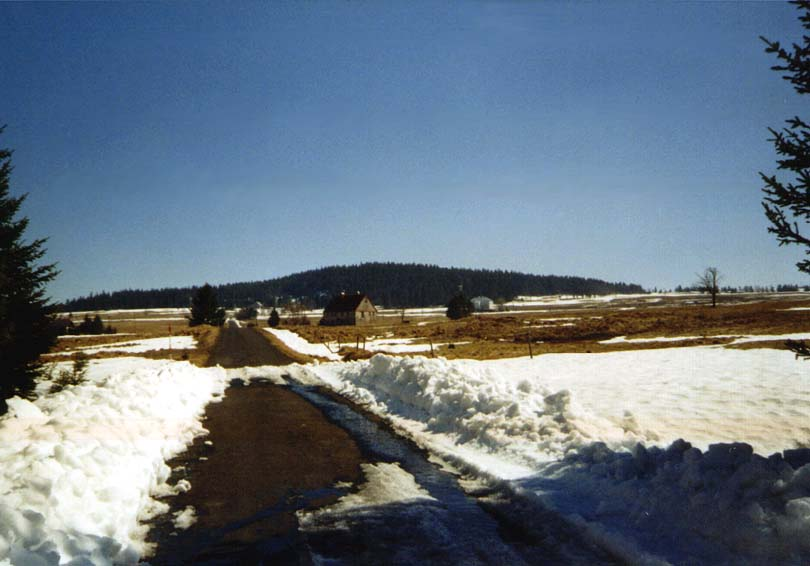
Seifen April 2005

Die Gemeinde Seifen ist ein alter Bergbauort der Herrschaft Schwarzenberg, der etwa um 1530 entstand und dessen Name vom Zinnseifnen herrührt. Nach dem Schmalkaldischen Krieg kam der Ort im Bergrevier Gottesgab 1546 zu Böhmen. Die erste urkundliche Erwähnung des Ortes stammt aus dem Jahr 1654.
Der Ort war bis 1786 nach Gottesgab gepfarrt und erhielt hernach eine eigene Pfarrstelle. Zwischen 1805 und 1807 entstand unter Leitung von Florian Fischer und Johann Bleier aus Sankt Joachimsthal die Seifener Wenzelskirche (Kostel Sv. Václava), die im Jahr 1968 abgerissen wurde. An ihrer Stelle steht heute ein Denkmal. 1847 zählte Seifen 60 Häuser mit 622 Einwohnern, 1 Lokalie, 1 Schule unter dem Patronat des Religionsfonds, 1 Wirtshaus und 1 Mühle. Seit 1869 war in Seifen eine staatliche Klöppelschule ansässig.
Im Jahr 1938 hatte Seifen 407 Einwohner, von denen 400 katholisch waren. Nach dem Zweiten Weltkrieg wurden die deutschen Bewohner vertrieben und der Ort verfiel. 90 Prozent der Häuser wurden abgerissen und Seifen im Jahr 1955 nach Gottesgab eingemeindet.  Die alte Schule wurde rekonstruiert. 1991 hatte der Ort zwei Einwohner. Im Jahre 2001 bestand das Dorf aus zwei Wohnhäusern, hatte jedoch keine ständigen Einwohner.
Ein Unwetter vom 29. Juli 2005 sorgte für mehrere Sturmschäden. Vor allem am Wagnerberg und in Richtung Försterhäuser riss der Tornado zahlreiche Bäume um. Das Dach eines alten Bauernhauses an der Straße in Richtung Breitenbach stürzte ein und musste abgetragen werden.
Heute gibt es im Ort eine Mikrobrauerei, die gleichzeitig als eines von zwei Restaurants fungiert. Eine gewisse Bedeutung hat Seifen heute vor allem als Ausflugsziel für Rad- und Motorradfahrer. 

## Entwicklung der Einwohnerzahl
| Jahr | Einwohnerzahl |
| ---- | ------------- |
| 1869 | 648           |
| 1880 | 644           |
| 1890 | 632           |
| 1900 | 606           |
| 1910 | 641           |

| Jahr | Einwohnerzahl |
| ---- | ------------- |
| 1921 | 546           |
| 1930 | 526           |
| 1950 | 84            |
| 1961 | 21            |
| 1970 | 0             |

| Jahr | Einwohnerzahl |
| ---- | ------------- |
| 1980 | 0             |
| 1991 | 2             |
| 2001 | 0             |
| 2011 | 0             |
| 2021 | 1             |

## Söhne und Töchter der Gemeinde
- Dora Richter (1892–1966), trans Pionierin, erste namentlich bekannte Person, die sich einer kompletten Geschlechtsangleichung unterzog.
- Gernot Wottawah (1940–2007), deutscher Missionsbenediktiner und 1. Abt der Abtei Inkamana in Südafrika.